# 嘉明湖山難事件
嘉明湖山難事件是指歷年來在台灣台東縣海端鄉海拔3,310/11公尺的台灣湖泊中第二高的高山湖泊嘉明湖地區所發生的一系列山難事件，事件後續引發山難救助事宜等之相關討論。

## 成功大學男學生山難
1992年，兩名成功大學男學生到嘉明湖，入夜後因濃霧迷路，兩人筋疲力竭，其中一人說要去找工寮，但一去不回，隔天清晨，另一人發現工寮就在附近，但沒見到去找工寮的那位同學，於是趕緊向工寮人員求援。

失蹤男學生是將軍的兒子，消息傳回山下後，隔天軍方、消防人員、山青等搜救人員就趕上山搜尋，但經過4天均無所獲。

搜救人員和家屬協議，最後一次搜尋後就放棄，於是大家在男學生分手處一字排開搜尋，結果在不到20公尺處的小溪旁發現男學生遺體。

## 吳子暉山難
2003年4月26日，新竹友達登山社：
黃郁明（34歲，高雄縣人）
王科順（29歲，台北市人）
陳琬琳（27歲，嘉義縣人）
溫嘉怡（27歲，台北市人）
陳添賜（28歲，台中縣人）
彭建凱（29歲，新竹市人）
江明峰（28歲，台北縣人）
劉竹育（28歲，台中縣人）
吳子暉（29歲，清華大學物理所博士生）等九人。
由台東縣海端鄉南橫公路台東段向陽山區入嘉明湖，吳子暉與其他兩名隊員在週日（4月27日）中午率先抵達嘉明湖，由於當時天氣炎熱、景致美麗，第一次到嘉明湖的吳子暉向友人說要下水消暑，其他兩人則往回走要拿相機拍照。吳裕明說，當他們再度返回嘉明湖時，竟然不見吳子暉蹤跡，沿著湖邊搜尋，只看到吳子暉的衣服、眼鏡放在一旁，因此研判吳子暉可能溺水，等其他隊員抵達後，才攀爬到高處以無線電求救。消防員上山後，在嘉明湖湖底發現吳子暉遺體。

## 李欣澧山難
2001年1月15日早上8點20分逢甲大學登山社幾名成員從向陽工作站之林道盡頭H2725m拔營出發，至嘉明湖避難小屋H3350m紮營，但是1月17日早上土木系一年級新生李欣澧出現高山症 (AMS) 症狀，至1月18日早上由直升機吊掛送醫，但送醫前失去心跳。
01/17
9:00時，李欣澧身體不適，症狀包括頭痛和全身虛弱，因此領隊留下陪伴。
10:00時，領隊煮了一杯牛奶給他喝，之後給予普拿疼一顆。
11:00時，協助領隊曬帳，身體狀況仍不佳，曬了一頂就回山屋。
12:00時，中午患者食慾不佳，並未進食中餐，之後便一直在山屋內休息。
17:00時，患者開始出現輕微咳嗽症狀。
18:00時，患者晚餐進食稀飯三分之二碗（呼吸較為急促）。
18:10時，吃完晚餐不久，患者開始咳嗽，並吐了數次，由白色黏稠物轉黃棕色物質。
19:00時，患者發燒，在睡夢中不斷發出呻吟聲，隊員給予退燒藥。
20:00時，患者呼吸開始出現明顯異聲。
22:00時，患者冒汗、 開始退燒。(呼吸異聲持續加重)。
23:00時，患者意識開始不清，隊員問其身在何處，患者誤以為身在逢甲大學校門口。
01/18
00:00時，患者燒退，但仍繼續有頗大之呻吟聲。
01:00時，患者有週期性呼吸困難的狀況，領隊開始以手機對外求援。
05:00時，兩名幹部出發上向陽山，對外界發出無線電求援，領隊和兩位幹部間亦以無線電保持聯繫。
06:00時，兩位幹部與外界取得聯絡，請求直昇機支援。
06:50時，患者失去呼吸，心跳微弱，開始心肺復甦術。
07:45時，直昇機出發。
08:15時，直昇機到達。
08:30時，直昇機將患者吊走。

## 李奇叡山難
2005年2月26日下午，國立中正大學登山社18名師生在向陽派出所登記入山前往嘉明湖，預計2月28日下午下山，但是2月27日晚上9時許，物理系二年級學生李奇叡忽然發生高山症，領隊林柏川以無線電向外求援。
2月27日
1630時，李奇叡咳嗽不舒服，吃了感冒藥。
2100時，患者身體不適。
2月28日，等到凌晨不見好轉。
0200時，嚮導下山求救。
0300時，患者曾醒來一下，之後即昏迷不醒。
0345時，留守獲嚮導求救電話。
0500時，台東消防局接獲求救後，原計劃從嘉明湖避難小屋把患者往山下送，與從向陽工寮攻頂救人的先遣隊在途中會合，再搶救回地面。未料先遣隊途中遇上大雪冰雹，五百公尺的山路爬了三小時。
0900時，求救同學（筆者按：根據聲明稿的上下文看來應該是指先行下山的 18 名隊員在下山途中）與搜救人員會合。
1200時，救難人員抵達嘉明湖避難小屋與五名照顧奇叡的隊員會合：另外情況良好的十八名學生，也同時於中午十二時抵達向陽工作站。
2200時，山上天氣驟變，下大雪積雪深厚，搜救人員與學生前進困難。
3月1日
0200時，李同學已停止呼吸。
0640時，另一名女同學林郁馨也因出現高山症狀下山送往台東基督教醫院急救後無生命危險。

## 劉姓超馬選手山難
2016年元旦，劉姓超馬選手獨自申請入山，預計1月3日下山，但未在預定日期下山，台東縣消防局獲報後動員山青入山搜索，經過數日均無所獲，直到7日國軍直昇機在嘉明湖畔受訓時，在停機坪附近發現劉男遺體。

## 外部連結
- 自然步道 - 嘉明湖國家步道 - 山林悠遊網（页面存档备份，存于）